# Jessie Turnbull
Jessie Turnbull (décembre 1845 - 1er juin 1920), également connue sous le nom de Jessie McEwen, est une militante canadienne concernant les droits des femmes particulièrement le droit de vote de la femme.

## Biographie
Turnbull est née en 1845, probablement dans la ville de Montréal au Québec. Lors de son premier emploi après avoir quitté l'université, elle est employée sous la direction d'Egerton Ryerson pour visiter les écoles afin de sensibiliser les parents des enfants à l'importance de l'éducation des filles autant de celle des garçons. Elle se marie avec un homme d'affaires, Donald McEwan en 1868, et ils vivent dans la ville de Toronto, déménageant plus tard dans la ville de Montréal puis de retour à Toronto.
La Toronto Women's Literary Guild est fondée en 1877 pour faire campagne en faveur des droits des femmes ainsi que de meilleures conditions de travail. Jessie Turnbull et la Dre Emily Howard Stowe, la deuxième femme médecin autorisée au Canada, en sont les fondatrices. La guilde connait un certain succès notamment en améliorant l’accès des femmes à l’enseignement supérieur. L'association est rebaptisée la Canadian Women's Suffrage Association en 1883 avec Jessie (McEwen) Turnbull comme première présidente de l'association. Celle-ci est basée à Toronto et œuvre pour l'ouverture de l'éducation supérieure aux femmes et leur permettre de progresser en tant que professionnelles, par exemple en tant que médecins.
En 1884, Turnbull déménage dans la ville de Brandon au Manitoba où son mari, Donald McEwan, possède une ferme et ils construisent ensemble une grande maison nommée Tullichewen en 1893. En novembre 1895, elle préside une réunion au cours de laquelle Ishbel Hamilton-Gordon, marquise d'Aberdeen et Temair, qui est la consort vice-royale du Canada, parle à propos du Conseil national des femmes du Canada. Jessie Turnbull accepte de devenir la présidente de la branche de la ville de Brandon du groupe. Le groupe de Brandon réussit à faire campagne pour de nombreuses améliorations des droits de la femme. Ce n'est guère à cause des exigences de Turnbull, mais à cause de son pouvoir reconnu de persuasion.Turnbull est la vice-présidente du Conseil national en 1900 et puis présidente de la section de Brandon jusqu'en 1916.
Jessie Turnbull s'installe dans la ville de Brandon, au Manitoba, là ou leur maison Tullichewen se trouvae, en 1919 et décède dans celle-ci, le 1er juin 1920. En 1915, La journaliste Lillian Beynon Thomas écrit que si l'on demandait au public de dénommer « la femme qui a le plus contribué à façonner... le Canada... aucun nom ne serait plus prestigieux que celui de Jessie Turnbull McEwen ».